# Apičatpong Virasetakul
Apičatpong Virasetakul  (тај. อภิชาติพงศ์ วีระเศรษฐกุล; Bangkok, 16. jul 1970) tajlandski je nezavisni filmski reditelj, producent i scenarista. Poznat je po radu izvan tajlandskog sistema filmskog studija. U filmovima često evocira ljepotu prirode, metafiziku, duhovnost, ali i bavljenje LGBT temama i nekonvencionalnom pričanju priče. Za film Uncle Boonmee Who Can Recall His Past Lives osvojio je Zlatnu palmu, a za Tropical Malady nagradu žirija u Kanu.

## Filmografija
- Mysterious Object at Noon (2000)
- Blissfully Yours (2002)
- The Adventure of Iron Pussy (2003)
- Tropical Malady (2004)
- Syndromes and a Century (2006)
- Uncle Boonmee Who Can Recall His Past Lives (2010)
- Mekong Hotel (2012)

## Literatura
- Bordeleau, Érik, Toni Pape, Ronald Rose-Antoinette and Adam Szymanski. Nocturnal Fabulations: Ecology, Vitality and Opacity in the Cinema of Apichatpong Weerasethakul Open Humanities Press, 2017.
- Chaiworaporn, Anchalee (April 2006). "A Perceiver of Sense." Архивирано на веб-сајту  (13. фебруар 2012) 11th Hong Kong Independent Short Film & Video Awards.
- Hunt, Matthew (May 2013). "Exclusive Interview With Apichatpong Weerasethakul".
- Hunt, Matthew. Thai Cinema Uncensored Chiang Mai: Silkworm Books, Hunt, Matthew (2020). Thai Cinema Uncensored. Silkworm Books. ISBN 9786162151699..
- Lim, Li Min (2 November 2006). A Thai director's elliptical view of the world, International Herald Tribune
- Pansittivorakul, Thunska (19 May 2006). "A Conversation with Apichatpong Weerasethakul" Архивирано на веб-сајту  (1. август 2019).
- Quandt, James (ed.), Apichatpong Weerasethakul, FilmmuseumSynemaPublikationen Vol. 12, Vienna: Austrian Film Museum, SYNEMA, 2009,  978-3-901644-31-3.
- Bjerkem, Brynjar (ed.), Apichatpong Weerasethakul: Photophobia. Oslo: TrAP, 2013.  9788299720595 With texts by Apichatpong Weerasethakul, Nach Widner, Chaisiri Jiwarangsan.

## Spoljašnje veze
- Apichatpong Weerasethakul на веб-сајту  (језик: енглески)
- Kick the Machine official website